# Lázaro Faria
Lázaro Faria é um diretor de cinema e de fotografia e produtor brasileiro nascido em Minas Gerais 
Como presidente da Casa de Cinema da Bahia, foi diretor também do Bahia Afro Film Festival.
Foi homenageado na Mostra de Documentários Brasileiros na China, o DocBrazil Festival 2012, realizada em em Macau, na China.

## Filmografia
Lázaro Faria foi diretor de fotografia do média-metragem de Edgard Navarro O Superoutro e das imagens aéreas do longa-metragem Baile Perfumado.

### Como cineasta
- Satytanada, Amazônias e Ya Omi Karodo — trilogia de três documentários de curta-metragem em parceria na trilha sonora de Philip Morris Glass, filmados na Índia, na Amazônia brasileira e na Festa de Iemanjá em Salvador, no Brasil.
- Orixás da Bahia — filme em média-metragem em 16 milímetros lançado em 2000 e feito com consultoria de Mãe Stela de Oxóssi, do Ile Axe Afonjá, sobre dez orixás de origem iorubá na Bahia.
- O Corneteiro Lopes — filme em curta-metragem em 35 milímetros lançado em 2003 sobre a história do cabo português Luiz Lopes durante a campanha da Independência da Bahia.[6]
- Mandinga em Manhattan — filme em média-metragem digital lançado em 2004 sobre a história de como a capoeira se espalhou pelo mundo. Filmado na Bahia, Rio de Janeiro, São Paulo, Nova Iorque, Los Angeles, Chicago e na Universidade de Notre Dame e Universidade de Michigan, apresenta depoimentos de mestres e capoeiristas.
- Mandinga in Colômbia — documentário digital lançado em 2009 sobre o encontro da capoeira com a cultura afro-colombiana, coprodução entre a TV Publica Colombiana e a Casa de Cinema da Bahia.
- A Cidade das Mulheres — primeiro longa metragem, lançado em 2005, e vencedor do Tatu de Ouro de Melhor Documentário e o Prêmio BNB para o Melhor Longa da Jornada, durante a Jornada Internacional de Cinema da Bahia de 2005.[7] O filme traz imagens e depoimentos de mães de santo da Bahia, a reinvenção do culto aos orixás, surgimento do que hoje se chama Candomblé no Brasil e a liderança das mulheres de santo a frente dos templos e sua influência na cidade da Bahia.[8]